# Вільгельм Вольфсон
Вільгельм Вольфсон (нім. Wilhelm Wolfsohn; псевдонім: Карл Маєн; 20 жовтня 1820, Одеса — 13 серпня 1865, Дрезден, Німеччина) — німецький журналіст, драматург, перекладач і посередник у літературних зв'язках між Німеччиною та Росією.

## Життєпис

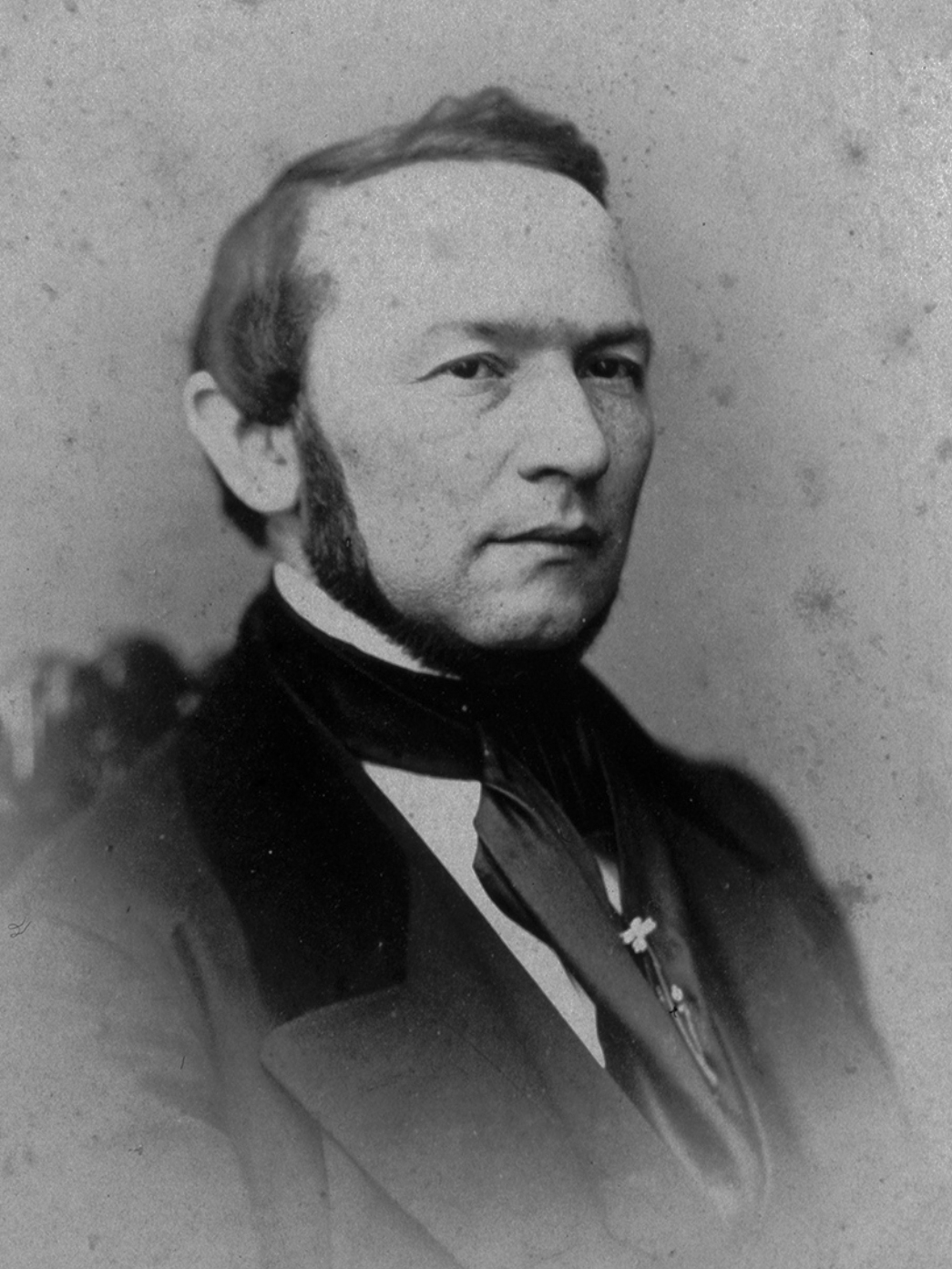
Вільгельм Вольфсон (знімок Германа Кроне, бл. 1855)

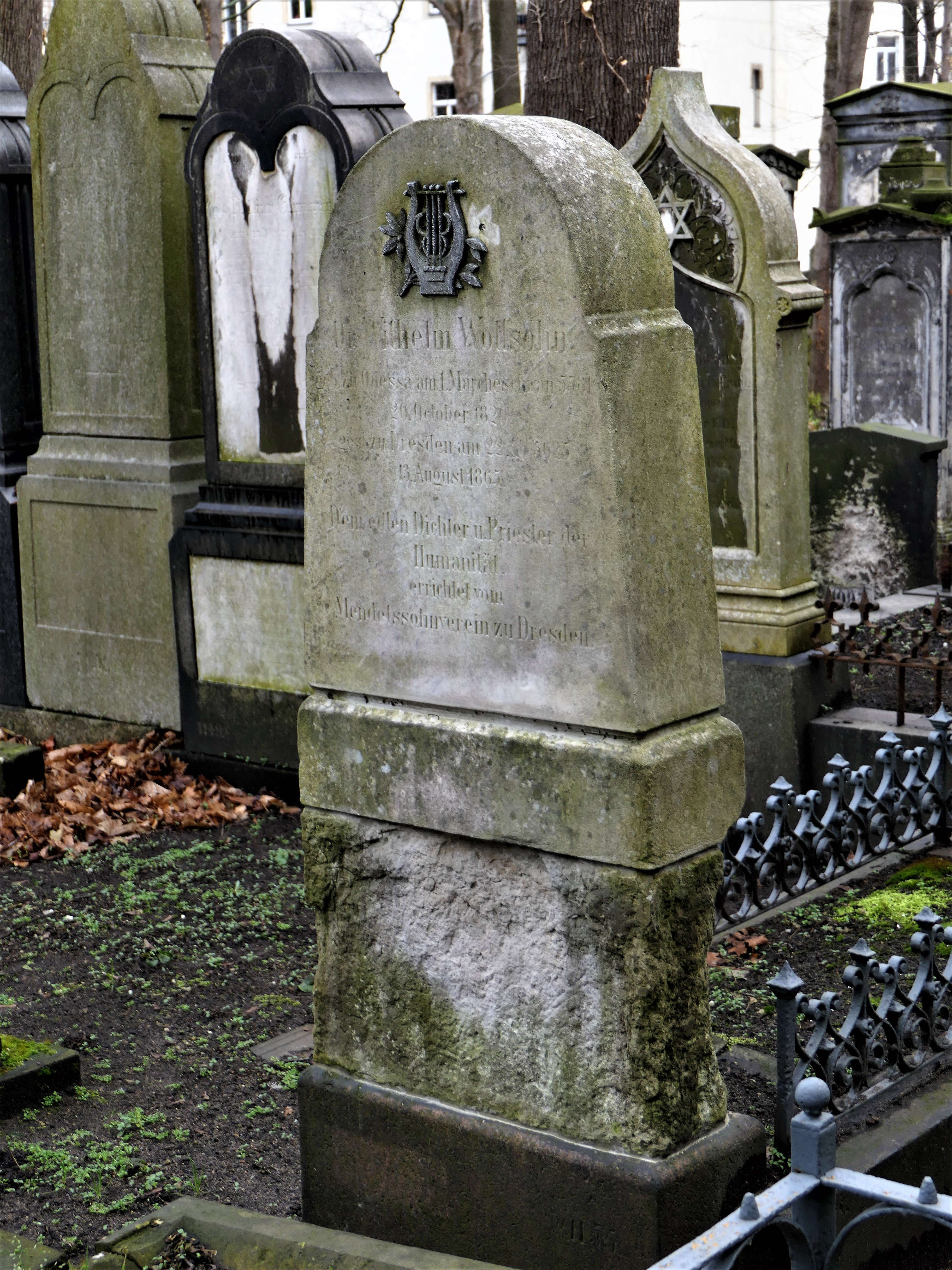
Могила Вільгельма Вольфсона

Вільгельм Вольфсон народився 20 жовтня 1820 року в Одесі в бідній ортодоксальній єврейській родині німецького походження. Навчався в місцевій єврейській гімназії. 15 грудня 1837 року розпочав вивчення медицини в Лейпцигу. Окрім медицини, відвідував лекції з класичної філософії, філології та історії.
Перші публікації Вольфсона з'явилися у журналі Allgemeine Zeitung des Judenthums. У 1840–1841 роках його поезії під псевдонімом Карл Маєн були надруковані в збірках Veilchen та Sternbilder. У 1841 році в Лейпцигу приєднався до гуртка Георга Гервеґа, де познайомився з Теодором Фонтане — став його другом і першим покровителем.
У 1843 році повернувся до Одеси з метою зібрати матеріали для перекладів з російської мови. 1845 року знову оселився в Німеччині. Від 1852 року мешкав у Дрездені, де писав драматичні твори: Nur eine Seele (1855) та Die Osternacht (1857). Був співзасновником Німецького фонду Шиллера в Дрездені. Мав дружні стосунки з письменником Бертольдом Ауербахом.
Похований на Старому єврейському кладовищі у Дрездені.
Його найстарший син, Матіас Вільгельм Вольфсон, відомий під псевдонімом Вільгельм Вольтерс, був письменником і упорядником листування між батьком та Теодором Фонтане.

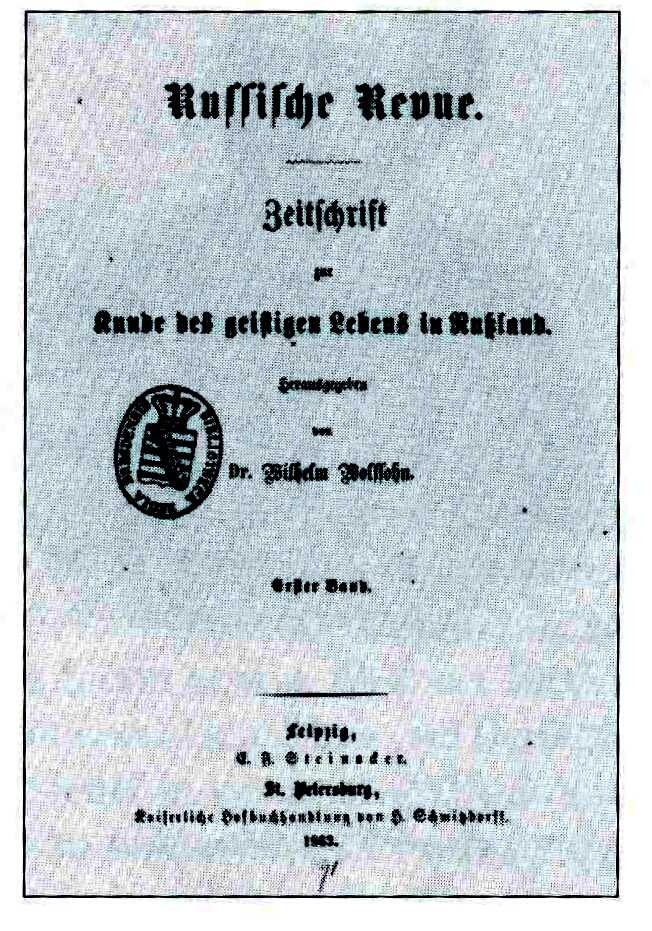
Russische Revue — журнал про духовне життя в Росії, редагований Вольфсоном, 1863
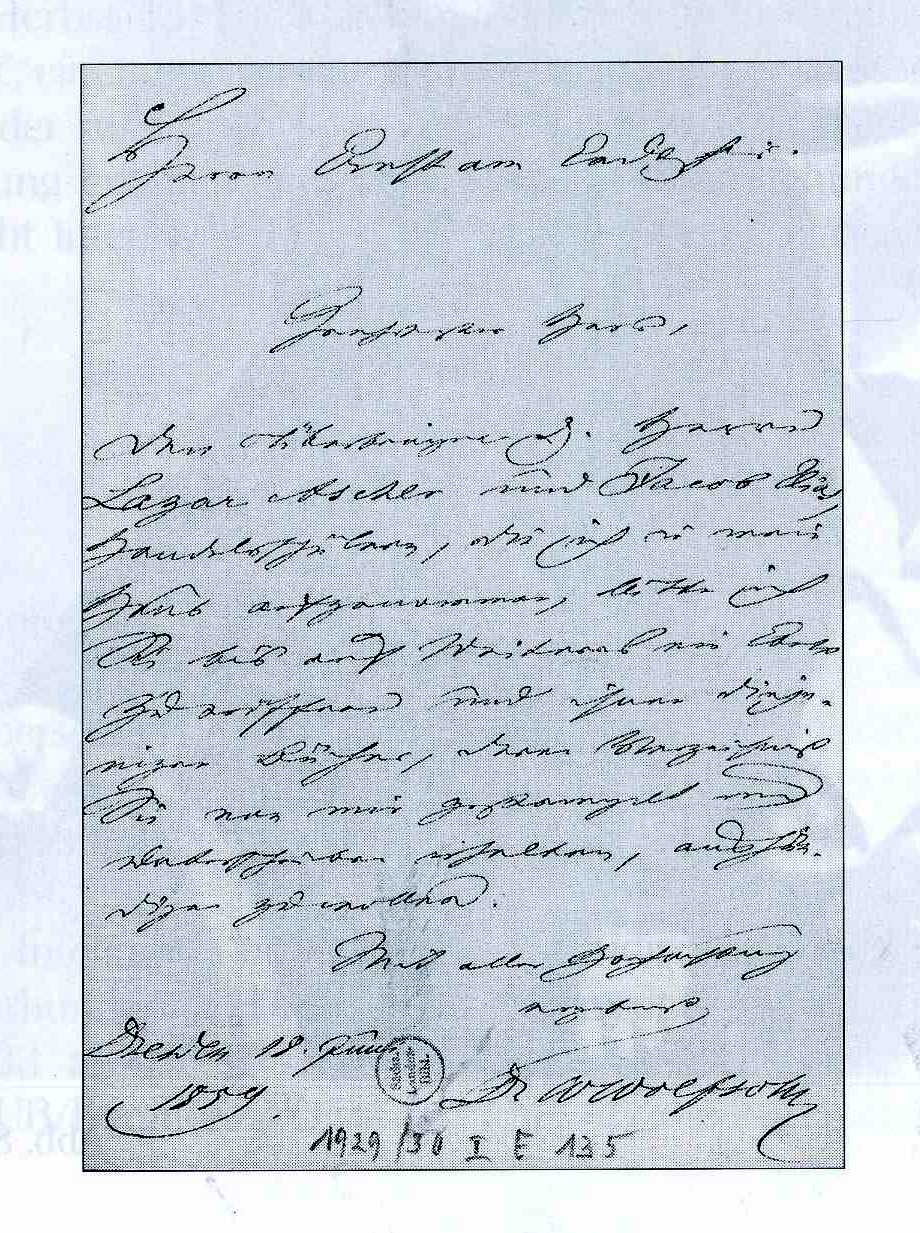
Лист Вільгельма Вольфсона до Ернста ам Енде, 18 червня 1859
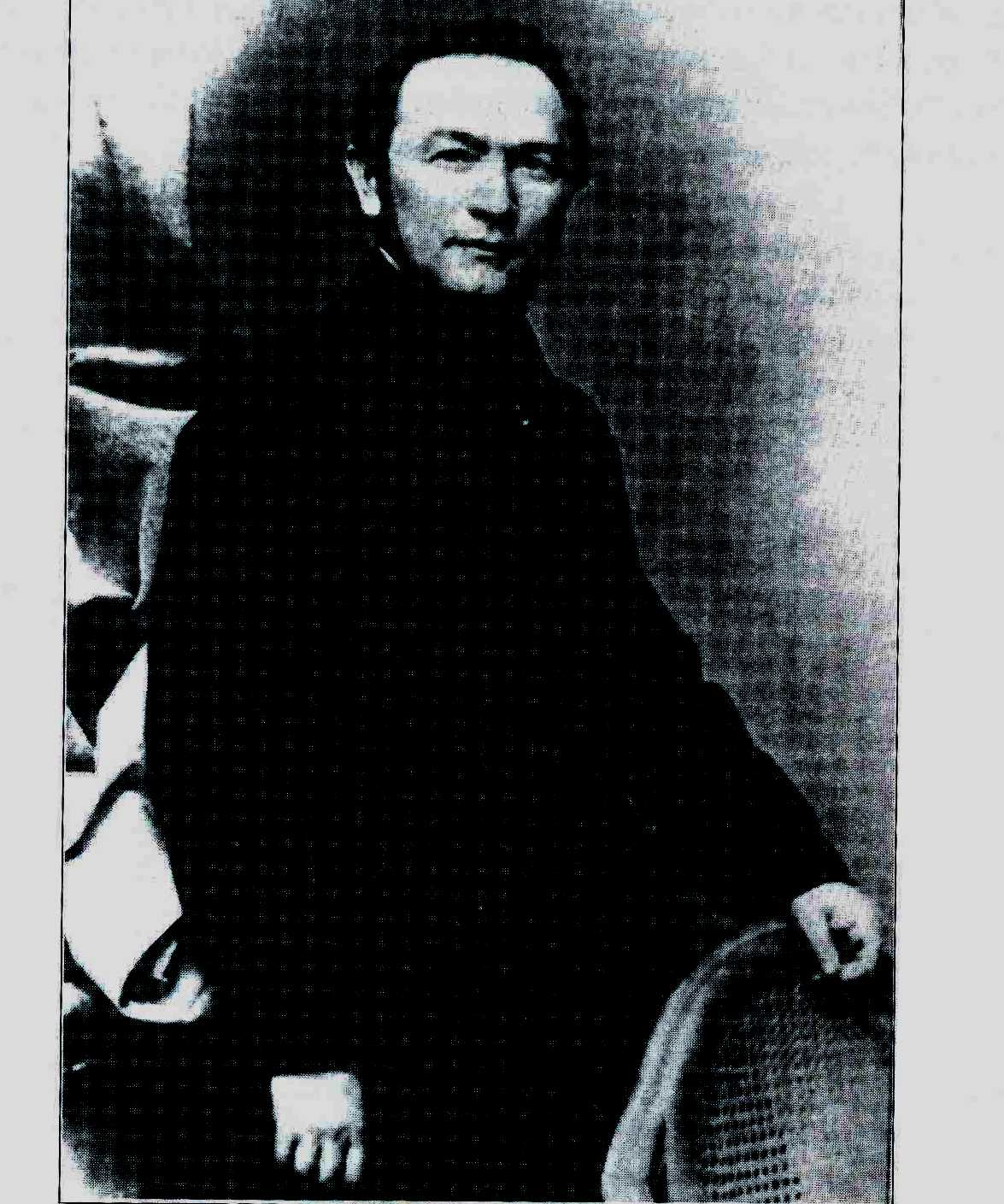
Портрет Вільгельма Вольфсона

## Твори
- Ernst Richter [псевдонім Вольфсона]: Der Journalistenspiegel. Лейпциг: Fort, 1839
- Carl Maien [псевдонім Вольфсона] та Siegm[und] Frankenberg (ред.): Jeschurun. Taschenbuch für Schilderungen u. Anklänge aus dem Leben der Juden. Лейпциг: Fort, 1841
- Wilhelm Wolfsohn: Rußlands Novellendichter. 3 томи, F.A. Brockhaus, Лейпциг, 1848–1851
- Wilhelm Wolfsohn: Dramatische Werke. Томи 1–3. Дрезден: Kuntze, 1857–1859

## Листування
- Theodor Fontanes Briefwechsel mit Wilhelm Wolfsohn. Упоряд. Хрісті Шульце. Берлін і Веймар, 1988.